# Kim Chung-Tae
Kim Chung-Tae (en coreano: 김청태; 6 de julio de 1980) es un deportista surcoreano que compitió en tiro con arco, en la modalidad de arco recurvo. Participó en los Juegos Olímpicos de Sídney 2000, obteniendo una medalla de oro en la prueba por equipo.

## Palmarés internacional
| Juegos Olímpicos | Juegos Olímpicos   | Juegos Olímpicos | Juegos Olímpicos |
| Año              | Lugar              | Medalla          | Prueba           |
| ---------------- | ------------------ | ---------------- | ---------------- |
| 2000             | Sídney (Australia) | Medalla de oro   | Equipo           |